# AC Lumezzane
AC Lumezzane – włoski klub piłkarski z siedzibą w Lumezzane w Lombardii.

## Historia
Associazione Calcio Lumezzane został założony w 1946. W latach 1946–1997 klub występował rozgrywkach lokalnych. W 1997 Lumezzane po raz pierwszy awansowało do Serie C1. Lumezzane występowała w Serie C1 przez dziewięć sezonów do 2006, kiedy to spadło do Serie C2, po przegraniu barażu z S.S. Sambenedettese Calcio.
Do Serie C1 Lumezzane powróciło w 2008 po wygraniu barażu z Mezzocoroną i występuje w niej do chwili obecnej.

## Sukcesy
- 13 sezonów w Serie C1: (1997-2006, 2008- ).

## Znani piłkarze w klubie
| - Mario Balotelli - Cristian Brocchi - Alessandro Matri - Marco Cassetti - Andrea Cossu - Matteo Contini | - Francesco Benussi - Simone Dallamano - Salvatore Masiello - Simone Inzaghi - Abderazak Jadid |